# AIDC T-5
AIDC T-5는 대만이 개발한 고등훈련기이다.

## 역사
AJT(Advanced Jet Trainer Program)는 대만 공군이 AIDC AT-3 및 노스롭 F-5 고등훈련기 66대를 교체하려고 2000년대 초에 개발을 시작했다.
2014년 AIDC는 대만에서 M-346을 조립하기 위해 알레니아 아에르마키와 양해각서를 체결했다. 모든 M-346의 엔진은 허니웰과 AIDC의 합작 파트너십인 International Turbine Engine Company(ITEC)에 의해 대만에서 조립된다. 대만 국방부는 한국의 KAI T-50도 평가했다.
2017년 XAT-5가 AIDC와 국립중산과학기술연구소(National Chung-Shan Institute of Science and Technology)의 파트너십을 통해 개발되었고, 2026년에 납품이 시작될 예정이라고 발표되었다. 총 프로그램 비용은 TWD686억(US$22억)이 될 것으로 예상된다.

## 생산
2017년 미국은 XAT/AT-5용 Honeywell/ITEC F124 엔진 132개에 대한 부품 수출을 승인했다.
2018년 AIDC는 첫 번째 프로토타입이 2019년 9월에 출시되고 비행 테스트는 2020년 6월에 시작될 것이라고 발표했다.
2019년 대만 국방부는 초도 비행이 2020년 6월, 소규모 생산이 2021년 11월, 대량 생산이 2023년 3월 시작될 예정이라고 국가 입법부에 증언했다.
2019년 9월 A1 A2 T1 T2 4개의 프로토타입 중 첫 번째 프로토타입이 차이잉원(Tsai Ing-wen) 대만 총통에 의해 출시되었다.
2021년 3월 AIDC는 내부 비행 테스트를 완료했으며 올해 말까지 인도될 예정인 두 개의 프로토타입과 두 개의 초기 항공기에 대한 테스트는 그때부터 대만 공군에 의해 수행될 것이라고 발표했다.
2021년 7월 타이둥 공군기지에서 다수의 내부 및 작전 시험 비행이 완료되었으며 일부 작전은 태평양에서 이루어졌다.
첫 번째 생산 모델 T-5는 2021년 10월 21일에 첫 비행을 했다.

## 디자인
경국호의 설계를 기반으로 하며 동일한 엔진을 공유하지만, 복합 차체 등 80%의 새로운 부품을 사용했다.
경국호 보다 더 진보된 항공 전자 장치를 갖추고 연료 용량이 증가하며 조금 더 커졌다.
저속 및 저고도에서의 안정성을 높이고 연료 저장 공간을 늘리기 위해 날개가 경국호 보다 두껍게 되었다.
부품의 55% 이상이 대만에서 생산된다. 처음부터 평시 훈련과 전시 전투 역할을 동시에 수행하도록 설계되었다.

## 비교
- 야코블레프 Yak-130,  러시아, 최대이륙중량 10.3톤, 엔진 2개
- M-346,  이탈리아, 최대이륙중량 9.6톤, 허니웰 F124 엔진 2개
- AIDC T-5,  대만, 최대이륙중량 7.5톤, 허니웰 F124 엔진 2개

## 같이 보기
- AIDC 경국호
- 알레니아 아에르마키 M-346
- T-50 골든이글
- 야코블레프 Yak-130